# تام اوز
تام اوز (انگلیسی: Tom Eaves؛ زادهٔ ۱۴ ژانویهٔ ۱۹۹۲) یک بازیکن فوتبال است.